# Ján Pivarník
Ján Pivarník   (Cejkov, 13 de novembre de 1947) és un exfutbolista eslovac de la dècada de 1970 i entrenador.
Fou 39 cops internacional amb la selecció txecoslovaca amb la qual participà en la Copa del Món de Futbol de 1970.
Pel que fa a clubs, defensà els colors de Slovan Bratislava i del Cadis CF.
Destacà com a entrenador a països com Portugal, Àustria, Aràbia Saudita, Kuwait i Oman.

## Palmarès
Jugador
Slovan Bratislava
- Copa eslovaca de futbol (2):
  - 1973-74, 1975-76
- Lliga txecoslovaca de futbol (2):
  - 1973-74, 1974-75
- Copa txecoslovaca de futbol (1):
  - 1973-74

Txecoslovàquia
- Eurocopa de futbol:
  - 1976

Entrenador
- Recopa asiàtica de futbol (1):
  - 1993-94
- Copa de l'Emir kuwaitiana de futbol (2):
  - 1986 - 1999
- Lliga kuwaitiana de futbol (1):
  - 1997-98
- Copa Príncep de la Corona kuwaitiana de futbol (1):
  - 1999
- Copa Al Kurafi (1):
  - 1999
- Copa Federació saudita de futbol (1):
  - 1993-94